# Свято-Георгіївська церква (Єгорівка)
Свято-Георгіївська церква — чинна церква в селі Єгорівка Одеського району, Одеська область. Парафія належить до Одеської єпархії Православної церкви України.

## Історія храму

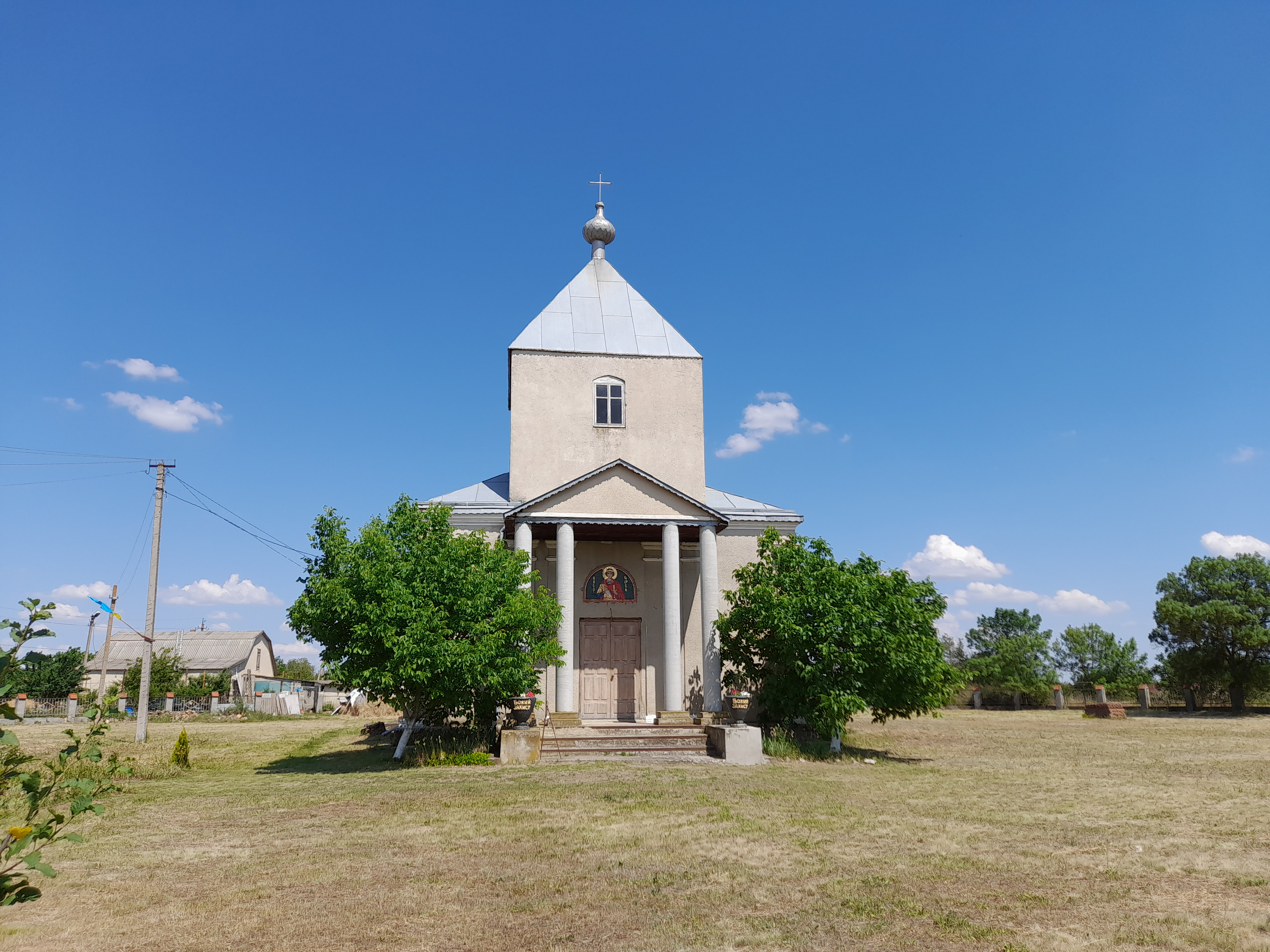
Фасад церкви

Георгіївську церкву почав будувати в 1825 році генерал-лейтенант, інженер Ферстер, на честь якого першопочатково називалось село.
З 1877 року церкву очолював Ієремія Симеонов Юсипенко. Це було його перше місце ведення служби.
Виконувачем обов'язків псаломщика в 1902 році після Ананія Голубовського став Димитрій Ніколаєв Ніколаєв. Перше місце ведення служби.
У 1906 році церква розташовувалась у Куртівській волості Одеського повіту Херсонській губернії. Парафіянами були росіяни (979 чоловіків та 940 жінок) з містечка Єгорівка (Фестерове), селищ Михайлівка, Вікторівка, Оленівка, Єнкулішина, Фоминка, Христіанівка, Одрадівка, Гроссулівський Хутор, Донцова, Мала Ферстерівка, Єлисаветка, Погонатова; дач Дмитріївка, Потапова, Вибойченка.
При церкві була церковно-парафіяльна школа, в якій навчалось 32 хлопця та 13 дівчат.
Капітал церкви сягав 2000 рублів.
У церкві вели службу священник та псаломщик. Священником був Ієремія Симеонов Юсипенко (72 роки), з нижчого відділення Кишинівського духовного училища, законовчитель та завідувач церковно-приходської школи, вдовець. Кар'єру почав у 1850 році на посаді діячкома, 1855 — диякон, 1877 — священник. Плата в парафії становила 300 рублів. Псаломщиком був Димитрій Ніколаєв Ніколаєв (24 роки), звільнився з 2-го класу Вороніжської Духовної Семінарії, холостий. Кар'єру почав у 1902 році. Плата від парафії — 100 руб. Разом мали 101 десятину церковної землі.
На 1911—1914 рік церква, яку очолював священник Михайло Короткий, відносилась до Северинівської благочинної округи.
У 1919 році помер Михайло Короткий, його було поховано біля храму. Новим священником став Анастасій Михайлович Березський.
Наприкінці 1930-х церкву закрили, поряд розташовані надгробки місцевих священників зруйнували. Дзвіницю та куполи розібрали, а приміщення пристосували під клуб.
За часів румунської окупації в церкві знову почав проводити служби Анастасій Березський.